# Ditomina
Los ditominos (Ditomina) son una subtribu de coleópteros adéfagos perteneciente a la familia Carabidae. 

## Géneros
| - Bottchrus - Bronislavia - Carenochyrus - Carterus - Chilotomus - Ditomus - Dixus - Eocarterus | - Eucarterus - Graniger - Liochirus - Machozetus - Meroctenus - Odontocarus - Oedesis - Orthogenium - Pachycarus | - Panagrius - Penthus - Phobophorus - Phorticosomus - Proditomus - Pseudaristus - Tschitscherinellus - Veradia - Xenophonus |